# NGC 6940

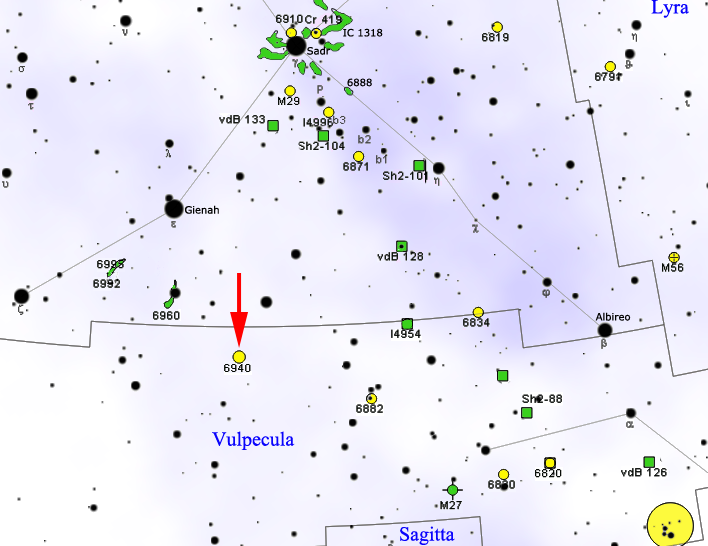
Vị trí của NGC 6940

NGC 6940 là tên của một cụm sao mở nằm trong chòm sao Hồ Ly. Nó được nhà thiên văn học người Anh gốc Đức William Herschel phát hiện vào năm 1784. Tuổi của cụm sao này gần như là bằng 1 tỉ tỉ năm tuổi và nằm ở vị trí cách chúng ta 2500 năm ánh sáng. Cụm sao mở này được các nhà nghiên cứu xem là cụm sao mở đẹp nhất trong chòm sao Hồ Ly.

## Quan sát
Cụm sao này nằm cách sao 41 Cygni hơn 2 độ một chút theo hướng tây nam. Độ sáng của nó đủ để nhìn thấy với một ống nhòm nhỏ.

## Đặc điểm
NGC 6940 có hơn hàng trăm ngôi sao và các ngôi sao này khá là thưa thớt và giữa những ngôi sao này còn có những vùng sao có thể nhìn thấy được. Ngôi sao sáng nhất của NGC 6940 là một ngôi sao khổng lồ đỏ VG Vulpeculae. Đó là một ngôi sao bán biến quang mà độ sáng của nó thay đổi từ 9,0 đến 9,5 theo chu kì xấp xỉ 80 ngày. Nó có rất nhiều những sao khổng lồ đỏ, theo như sở dữ liệu WEBDA thì có hơn 20. Để xác định tuổi của cụm sao này, các nhà nghiên cứu đã phân tích quang phổ của hơn 20 ngôi sao này.
Độ kim loại của nó gần giống với mặt trời và trong cụm sao này có đến 8 ngôi sao biến quang được phát hiện phù hợp với sao biến quang Delta Scuti.

## Dữ liệu hiện tại
Theo như quan sát, đây là cụm sao nằm trong chòm sao Hồ Ly và dưới đây là một số dữ liệu khác:
Xích kinh 20h 34m 26s
Độ nghiêng +28° 17′ 00″
Cấp sao biểu kiến 6.3 
Kích thước biểu kiến 25'